# Asaka
Asaka (Japanese: 朝霞市 -shi) é uma cidade japonesa localizada na província de Saitama.
Em 2004 a cidade tinha uma população estimada em 125 516 habitantes e uma densidade populacional de 6 771,06 h/km². Tem uma área total de 18,38 km².
Recebeu o estatuto de cidade a 15 de Março de 1967.